# Thomasomys paramorum
Thomasomys paramorum és una espècie de mamífer rosegador de la família dels cricètids. Viu a altituds d'entre 2.000 i 4.300 msnm des del sud de Colòmbia fins al centre de l'Equador. Els seus hàbitats naturals són els boscos montans i els páramos. Algunes poblacions estan amenaçades per la desforestació, la fragmentació del seu medi i l'expansió de l'agricultura.